# Reka, Laško
Reka je vas s 168 prebivalci v Občini Laško, približno 10 km oddaljena od Laškega. Včasih je bila Reka predvsem vinogradniško naselje, kot pričajo nekdanja ledinska imena, kot so Podvine. Sedaj so Podvine priključene Reki. Na Reki živi približno 168 prebivalcev. Vaško šolo so zgradili leta 1876. Žal so šolo zaprli leta 2011 ob svoji 135 letnici.Večina prebivalcev Reke so kmetje, ki pošiljajo mleko v mlekarne ali prodajo bike v mesnine.